# Le Perray-en-Yvelines
Le Perray-en-Yvelines ist eine französische Gemeinde mit 6515 Einwohnern (Stand 1. Januar 2022) im Département Yvelines in der Region Île-de-France. Sie gehört zum Arrondissement Rambouillet und zum Kanton Rambouillet. Die Einwohner werden Perrotins genannt.

## Geographie
Die Gemeinde gehört zum Regionalen Naturpark Haute Vallée de Chevreuse. Nachbargemeinden von Le Perray-en-Yvelines sind Les Essarts-le-Roi im Norden, Auffargis im Osten, Vieille-Église-en-Yvelines im Südosten, Rambouillet im Süden und Les Bréviaires im Westen.

## Bevölkerungsentwicklung
| Jahr      | 1962 | 1968 | 1975 | 1982 | 1990 | 1999 | 2006 | 2011 |
| Einwohner | 1918 | 2341 | 3001 | 4016 | 4645 | 5828 | 6388 | 6669 |

## Verkehr
Le Perray-en-Yvelines liegt an der Bahnstrecke Paris–Brest. Durch die Gemeinde führt die Route nationale 10.

## Sehenswürdigkeiten

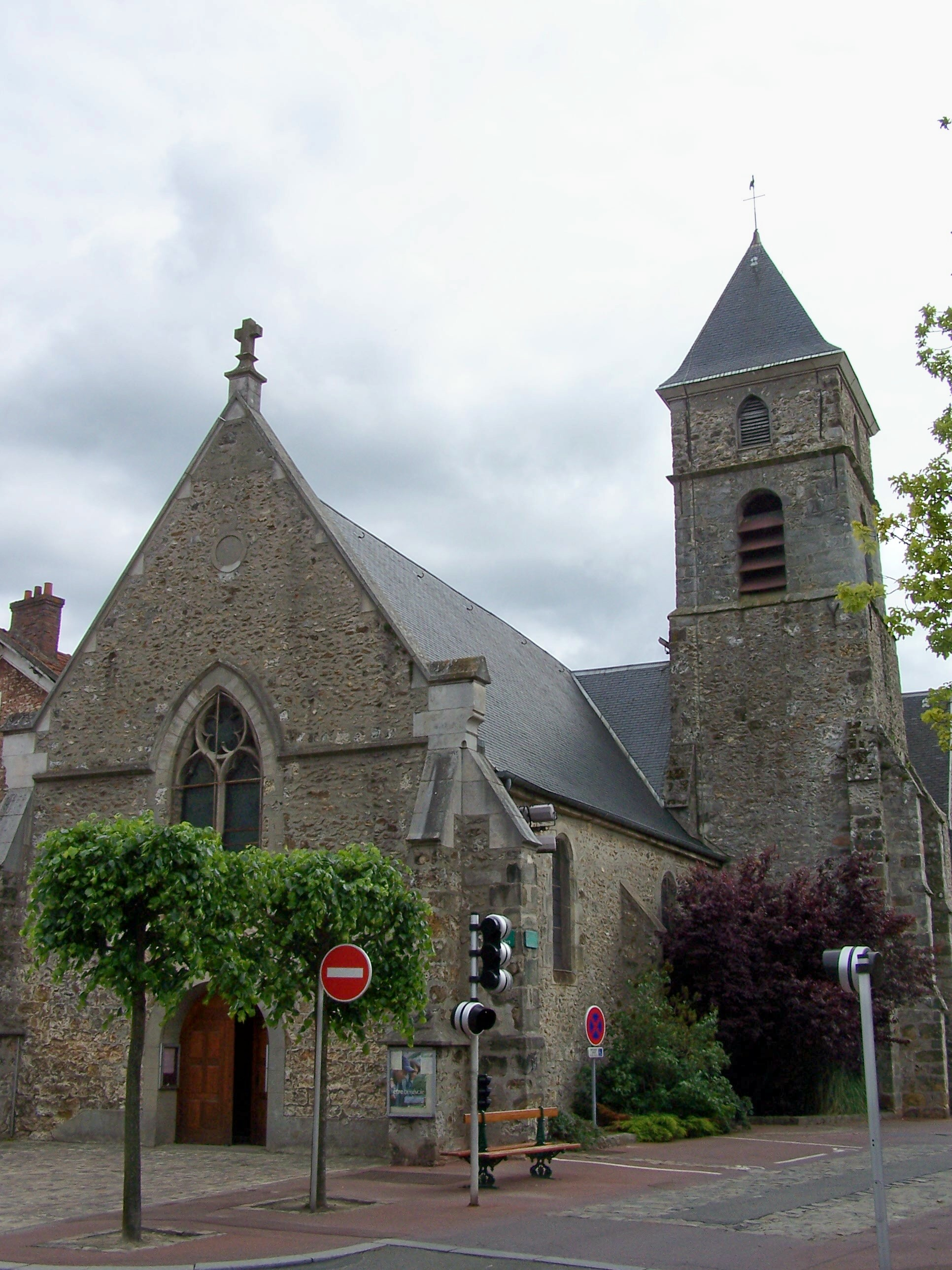
Kirche Saint-Éloi

Siehe auch: Liste der Monuments historiques in Le Perray-en-Yvelines
- Kirche Saint-Éloi, aus der zweiten Hälfte des 13. Jahrhunderts, im 19. Jahrhundert wiederbezogen,
- Park des früheren Château de Saint-Hubert, Mitte des 18. Jahrhunderts geschaffen, 1855 wurde das Château beseitigt
- Napoléon-Brücke (Pont Napoléon), Ende des 18. Jahrhunderts geschlagen, 1808 wiederhergestellt, seit 1967 Monument historique
- Pavillon Pourras, für Napoleon I. 1808 erbaut, seit 1978 Monument historique

## Persönlichkeiten
- Karl von Valois (1270–1325), Stammvater der Dynastie der Valois

## Gemeindepartnerschaften
Le Perray-en-Yvelines unterhält seit 1994 eine Partnerschaft mit der deutschen Gemeinde Bellheim in Rheinland-Pfalz.